# Валіхновський Ростислав Любомирович
Валіхновський Ростислав Любомирович (нар. 24 лютого 1973, Івано-Франківськ, Україна) — священник Української Православної Церкви, заступник керівника Державного управління справами Президента України (2008-2010), радник міністра МНС України, керівник відділу екстреної медицини та з питань впровадження системи «112» МНС України (2010-2012), заслужений лікар України, кандидат медичних наук, лікар-хірург, особистий лікар Президента України Віктора Ющенка з 2005 року.
Директор і засновник медичного центру «Клініка Доктора Валіхновського» [Архівовано 8 серпня 2014 у Wayback Machine.].

## Життєпис
Ростислав Валіхновський народився у родині лікарів 24 лютого 1973 року.
У 1990 році закінчив з відзнакою школу №1 у місті Турійськ на Волині та вступив до Тернопільського державного медичному інституті імені І. Я. Горбачевського на факультеті лікувальної справи, який закінчив з червоним дипломом. Після університету навчався у Канаді.
З 1997 по 1998 рік навчався в інтернатурі за спеціальністю «Загальна хірургія» на базі Національного інституту хірургії і трансплантології ім. О.О. Шалімова.
З 2005 по 2006 рік навчався в Інституті загальної та невідкладної хірургії Академії медичних наук України у Харкові.
У 2006 році захистив кандидатську дисертацію на тему: “Обґрунтування хірургічно-мікрохірургічного способу лікування різних типів алопеції” й отримав  науковий ступінь Кандидата медичних наук за спеціальністю "Хірургія".

Стажувався за фахом «Інтенсивна терапія» в Оттаві (Канада), а також за фахом «Пластична та реконструктивна хірургія» у HFI Clinic у Торонто (Канада).

## Кар'єра
У 1998 році Ростислав Валіхновський заснував медичну клініку “Valikhnovski Surgery Institute”.
У 2004 році Валіхновського відібрали до команди лікарів, які рятували Віктора Ющенка після його отруєння діоксином, після чого Ростислав став особистим лікарем Президента.
З 2008 по 2010 рік обіймав посаду заступника керівника Державного управління справами президента України.
З 2010 по 2012 рік – очолював управління медичного забезпечення з питань створення й впровадження системи «112» МНС України.
З 2012 року Ростислав керує медичним холдингом Valikhnovski M.D.

## Проєкти

### Співпраця із Гарвардською Медичною Школою
У 2019 році Valikhnovski Surgery Institute об'єдналися з командою американських лікарів з Massachusetts General Hospital заради допомоги українським дітям, що мають діагноз «заяча губа» з проведенням операцій та спільним дослідженням даної патології.

### Співпраця з телеканалом Discovery
Valikhnovski Surgery Institute став партнером всесвітньовідомого медичного телепроєкту BODY BIZARRE від Discovery Channel. Цей проект, який виходить в ефір з 2013 року у багатьох країнах світу, розповідає історії людей з рідкісними вадами та аномаліями зовнішності, яким роблять операції для покращення зовнішності відомі пластичні хірурги світу. Команда Валіхновського, зокрема, вилікувала пацієнта з рідкісним діагнозом синдром Маделунга.

### Система “112” МНС України.
У 2011 році за час роботи в МНС України, Ростислав курував впровадження системи екстреної допомоги “112”, аналога служби “911” в США та очолив групу фахівців, які розробили закон про систему “112”(проєкт Закону України про систему екстреної допомоги населенню за єдиним телефонним номером "112" №9074 від 26.08.2011 р.), який був прийнятий Верховною Радою України.
У 2012 році система 112 функціонувала в Київській, Донецькій, Харківській та Львівській областях на час проведення Євро-2012.

### Лікування Віктора Ющенка
Ростислав Валіхновський з 2004 по 2010 рік займався супроводом лікування та реконструкцією обличчя Віктора Ющенка.

### Організатор міжнародного конгресу KGSC
Kyiv Global Surgery Congress найбільший хірургічний конгрес України. Учасниками конгресу є хірурги-практики з різних країн світу. У 2017 році вперше в Україні відбулася презентація європейських протоколів та стандартів хірургічної допомоги. Українські хірурги презентували здобутки у сфері воєнної хірургії. Робоча мова конгресу - англійська.

### Участь на телебаченні
Виступає в ролі постійного експерта на телепрограмах: “ Поверніть мені красу” (“1+1”), “ Я соромлюсь свого тіла” (“СТБ”), “Моє нове життя” та “Говорить Україна” (“Україна”), “Стосується кожного” (“Інтер”). Проводить консультації та операції учасникам вищезгаданих проєктів.

## Громадська діяльність

### Служіння церкві
Навчався у Київській духовній семінарії.
22 травня 2019 р. — у Миколаївському соборі Свято-Покровського монастиря Ростислава висвятили у диякони.
19 серпня 2020 р. —  Ростислав Валіхновський став священником. З його слів, він відчув потребу служити церкві та зробити її максимально захищеною.

## Сім'я
Дружина — Валіхновська Катерина Геннадіївна — лікарка - хірургиня, асистентка кафедри хірургії та трансплантології Інституту хірургії та трансплантології Шалімова, разом з дружиною виховують доньку Марію.  
Батько — Валіхновський Любомир Дмитрович — головний хірург міста Турійськ, заслужений лікар України, має близько 50 років хірургічного стажу та виконав понад 15 тис. складних хірургічних втручань.
Мати — Валіхновська Марія Антонівна — головна терапевтка Турійського району, Волинської області.
Дідусь Ростислава — Дмитро Семенович, служив церкві у сані священника 64 роки.
Брат — Тарас Валіхновський, працює головним лікарем та хірургом у Valikhnovski Surgery Institute.

## Нагороди
«Людина року-2015» за впровадження інноваційних технологій в медицині
З 2016 по 2019 Valikhnovski Surgery Institute є переможцем конкурсу “Вибір року” у номінації “Краща хірургічна клініка року”